# Cajueiro (Recife)
Cajueiro é um bairro do Recife, Pernambuco, Brasil.
Localização: RPA: 2 e Microrregião: 2.2
Principal acesso ao bairro - Av. Sebastião Salazar
Localizado na Zona Norte do Recife, Cajueiro faz fronteira com outros bairros, como Campina do Barreto, Fundão e Porto da Madeira. É passando por ele que se pode ter acesso a Olinda com o seguinte itinerário: Avenida Beberibe com atalho pela Avenida Cidade do Monteiro e chegada pela Avenida Presidente Kennedy.
Estão localizados neste bairro:
- a Igreja (Paróquia) de São Judas Tadeu[3][2], um dos santos mais populares da Igreja Católica;
- a Igreja Evangélica (Primeira Igreja Batista Em Cajueiro)[4];
- a escola Estadual Jarbas pernambucano;
- a Rádio Capibaribe, conhecida como Rádio Jovem Cap.

## Demografia
Área Territorial: 59 ha.
População Residente: 6.584 habitantes
Densidade demográfica: 111,49 hab./ha.

## Educação
Em Cajueiro estão localizadas as seguintes instituições escolares:
- Colégio São Jorge [Nota 2]
- Creche Municipal Cajueiro
- Escola de Referência em Ensino Médio Jarbas Pernambucano
- Escola Municipal Campina do Barreto
- Instituto Nossa Senhora de Lourdes[Nota 2]